# Daniel Colindres
Daniel Colindres Solera (Alajuela, 10 de janeiro de 1985), é um futebolista costarriquenho que atua como atacante. Atualmente, joga pelo Bashundhara Kings.

## Biografia

### Carreira
O Colindres foi formado pelo Saprissa e fez sua estreia na equipe principal em 2010. Depois de aparecer jogar em três partidas pelo Saprissa, ele foi emprestado ao Guápiles. Com o Guápiles ele jogou 43 partidas marcando 9 gols. Em 2012, ele retornou ao Saprissa e jogou em 32 partidas marcando 5 gols em sua segunda passagem pelo clube. Ele foi novamente emprestado em janeiro de 2013, por seis meses para o Puntarenas.  Com o Puntarenas ele marcou 7 gols em 20 partidas. Ao retornar a Saprissa, Colindres tornou-se um importante atacante do clube, jogando principalmente como ala e sendo conhecido por seu ritmo e capacidade de fazer jogadas. Durante seu tempo no clube, ele ajudou o Saprissa na conquista de 5 títulos nacionais.

### Seleção
Colindres fez sua estreia pela seleção principal em setembro de 2011, em um amistoso contra o Estados Unidos. 
Em 14 de maio de 2018 foi convocado para a sua primeira Copa do Mundo, após ser chamado pelo técnico Óscar Ramírez para o Mundial da Rússia. 